# Almodóvar del Pinar (kommunhuvudort)
Almodóvar del Pinar är en kommunhuvudort i Spanien.   Den ligger i provinsen Provincia de Cuenca och regionen Kastilien-La Mancha, i den centrala delen av landet, 170 km sydost om huvudstaden Madrid. Almodóvar del Pinar ligger 986 meter över havet och antalet invånare är 512.
Terrängen runt Almodóvar del Pinar är platt. Runt Almodóvar del Pinar är det glesbefolkat, med 8 invånare per kvadratkilometer. Närmaste större samhälle är Motilla del Palancar, 16,6 km söder om Almodóvar del Pinar. 